# Fédération croate de handball
 (juillet 2022).
Si vous disposez d'ouvrages ou d'articles de référence ou si vous connaissez des sites web de qualité traitant du thème abordé ici, merci de compléter l'article en donnant les références utiles à sa vérifiabilité et en les liant à la section « Notes et références ».
La Fédération croate de handball, en croate Hrvatski rukometni savez (HRS), est l'organisation nationale chargée de gérer et de promouvoir la pratique du handball en Croatie.
Son siège social est situé à Zagreb.
La fédération s'occupe:
- Équipe de Croatie masculine de handball
- Équipe de Croatie féminine de handball
- Championnat de Croatie masculin de handball
- Championnat de Croatie féminin de handball